# Louis-Gabriel Moreau
Pour les articles homonymes, voir Moreau.
Louis-Gabriel Moreau, dit l’Aîné, né en 1740 (avant le 24 avril) à Paris où il est mort le 12 octobre 1806, est un dessinateur, aquafortiste et peintre français.

## Biographie
Élève de Pierre-Antoine de Machy, Moreau l’aîné expose pour la première fois en 1760.
Reçu à l’Académie de Saint-Luc en 1764 il échoue à se faire admettre à l’Académie royale de peinture et de sculpture en 1787 et 1788. Peintre ordinaire du comte d’Artois, il obtient un logement au palais du Louvre et continue d’exposer des vues de ruines jusqu’à la Révolution.
On retrouve dans l'œuvre de Moreau l'Aîné quelques ressemblances avec la peinture de Claude-Louis Châtelet,[réf. nécessaire] dessinateur ayant contribué à la représentation graphique du domaine du Petit Trianon.
À la création du musée du Louvre, Moreau l’aîné y travaille comme conservateur et restaurateur.

## Collections publiques
- Musée du Louvre, Paris
  - Peinture
    - Paysage. Cabane dans un bois
    - Vue des coteaux de Bellevue prise du parc de Saint Cloud
    - Vue du château de Vincennes prise des hauteurs de Montreuil

  - Dessin
    - Intérieur d'un parc sauvage
    - La Promenade
    - Vue du château de Valençay, et au premier plan des promeneurs
    - Vue du château de Valençay, prise des terrasses, et couple de promeneurs

  - Miniature
    - Le Parc de Saint-Cloud, Paris, musée du Louvre, département des Arts graphiques
    - Le Portique : plusieurs personnages pénétrant sous un portique, Paris, musée du Louvre, département des Arts graphiques

- Musée Magnin, Dijon
  - L’Allée
  - Paysage, effet de soir tombant

- Musée des Beaux-Arts de Rouen
  - Paysage au grand fleuve

- Musée des Beaux-Arts de Chartres
  - Campagne autour de Rome (Vue d'un parc), toile, 29 × 72 cm, collection Courtois[2].